# Peppe Consolmagno

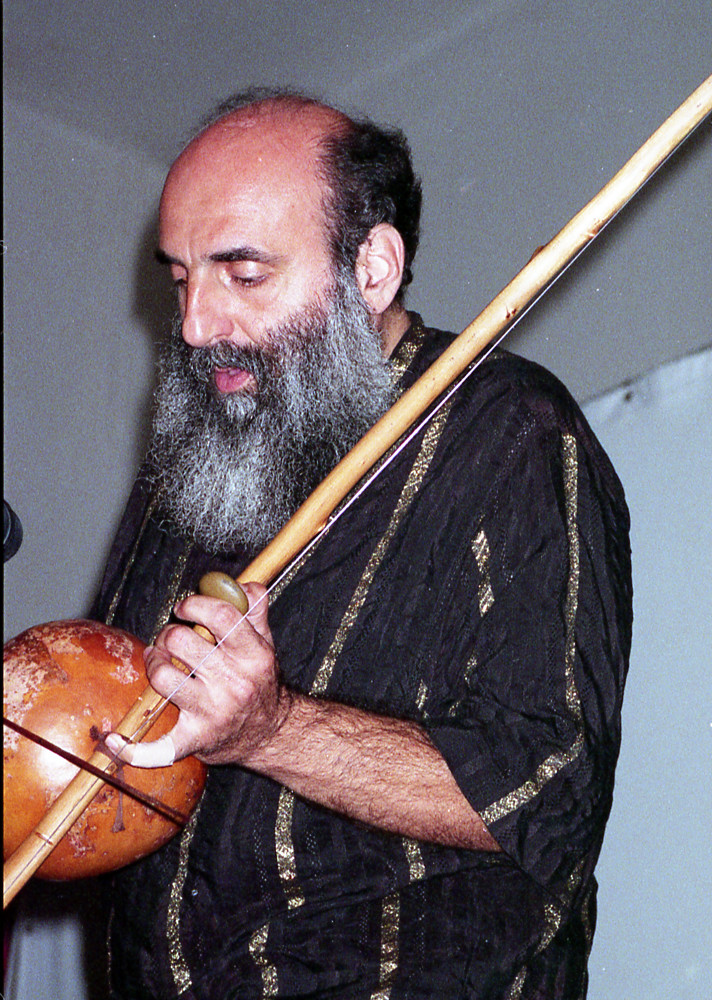
Peppe Consolmagno, 2000

Peppe Consolmagno (* 1958 in Rimini) ist ein italienischer Perkussionist, der auf dem Gebiet des Jazz und World Music aktiv ist.
Consolmagno spielte seine von brasilianischer, afrikanischer und asiatischer Musik inspirierten Improvisationen bei Jazz- und Worldmusicfestivals wie dem Umbria Jazz, dem Festival International de Jazz in Montreal, dem Jazz o Brazil in Paris, dem Kunstamt Stegliz in Berlin, beim Drum 2000 Perkussionsfestival Bologna, dem Festival di Musica da Camera in Tolentino, dem World Music Festival, dem 5th World Music Festival in Rom, dem Festival Musica dei Popoli in Florenz, dem Festival I suoni delle Dolomiti, dem Festival Internazionale di Sousse in Tunesien und dem Festival Banlieues Bleues bei Paris.
Neben originalen afrikanischen und asiatischen Instrumenten spielt er dabei vorrangig aus Kalebassen, Bambus, Holz und Metall selbstgebaute Perkussionsinstrumente. Er baute auch Instrumente für Musiker wie Naná Vasconcelos, Cyro Baptista, Trilok Gurtu, Glen Velez, Flora Purim, Duduka da Fonseca und Paolo Vinaccia. Er verfasst Artikel für zahlreiche italienische Fachzeitschriften für Jazz- und Worldmusik und gibt Seminare und Workshops für außereuropäische Musik.
Daneben ist er auch an multimedialen Projekten und Einbeziehung von Theater, Malerei, Bildhauerei, Lyrik unter Tanz beteiligt und wirkte an Rundfunk- und Fernsehproduktionen mit. 

## Diskographische Hinweise
- Kalungumachine mit Antonio Marangolo (1994)
- Peppe Consolmagno Timbri dal Mondo (1999)
- Grifeo Beppe Ishk Bashad: Live at Womad 2001
- Vasconcelos-Salis-Consolmagno mit Naná Vasconcelos, Antonello Salis (2004)